# スネアドラム

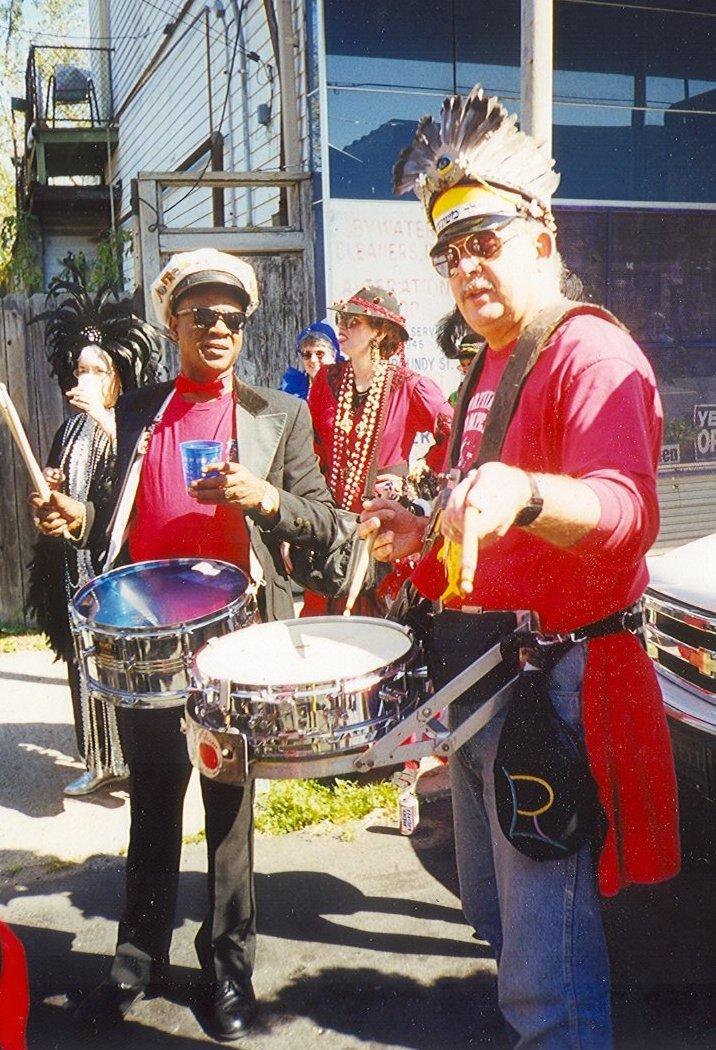
スネアドラムを叩く人

スネアドラムは、打楽器の一つ。両面太鼓の一種であり、膜鳴楽器に分類される。サイドドラムとも呼ばれる。バスドラムを大太鼓というのに対し、スネアドラムを小太鼓ということもある。

## 概要

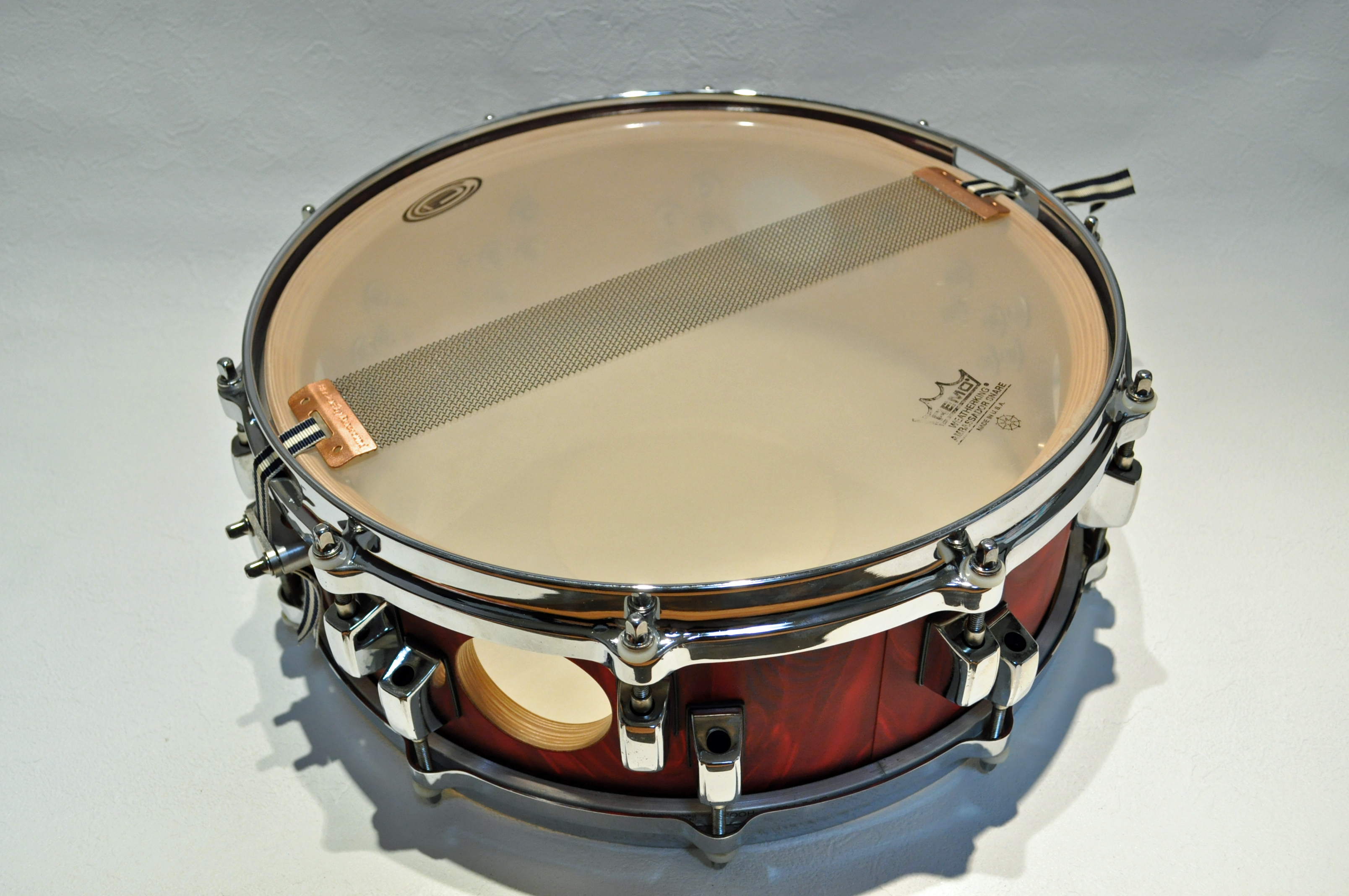
スネアドラムの特徴であるスナッピー
このモデルはスネアベッドといった加工がされている

スネアドラムの名称は、英語でsnare wireと称する細いコイル状の金属線が主に底面の膜に接するように張られ、これが振動する膜に副次的な打撃を与えて独特の音響を発揮することに由来する。金属線は底面の膜以外にも打面の膜に取り付けられることもある。日本ではこの金属線を「スナッピー」「響き線（ひびきせん）」とも呼ぶ。日本語で「小太鼓」とも呼ぶが上記の通りスナッピーを備えた太鼓を示す言葉で有り、一般的に小さい太鼓を示す言葉ではない。
必須ではないが、機械的に金属線と膜との接触を解除する機構がついている場合があり、トムトムとして使うことが出来る。また、スネアドラムを使っていないときの他の楽器からの振動によって不要な音を出さないこともできる。
古来、西洋の軍楽隊などで伝統的に用いられ、後にはオーケストラ、ブラスバンド、吹奏楽といった編成の楽団にも加えられる。ドラムセットの重要な構成楽器でもある。
打面は他の太鼓同様、本来は動物の皮であったが、今日では主にプラスチックフィルムが使われる。他の両面太鼓と違い、裏側に打面と比べてきわめて薄い鼓膜を用いることが特徴で、響線の効果を高めるよう工夫されている。
打面のプラスチックフィルムは、表面が滑らかでツルツルな「クリアヘッド」と、ざらつきを持たせるために表面を加工した「コーティングヘッド」がある。ジャズなどでワイヤーブラシを用いて擦って演奏する場合、このコーティングヘッドでないと摺動音が出せない。
ブラスバンド、吹奏楽、マーチングなどでも花形楽器の一つであり、マーチングの場合、今日ではキャリングホルダーを用いるのが一般的。テンポを整える中心的存在なので、パレードなどでの縦隊では中央、ドリルなどにおける横隊では列の後方で演奏することが多い。
ルーディメンツと呼ばれる基礎奏法が存在する。マーチング、ドラムコーで現在も発展してきている。

## グリップ（握り方）
スティック（ばち）の握り方に2種類が存在する。

### レギュラー・グリップ
右手はスティックに対して上から持つ通常の握り方だが、左手は親指と人差し指で挟み込むように持つ、左右非対称の持ち方。トラディショナル（伝統的な）・グリップとも呼ぶ。
古来スネアドラムは軍隊の行進などに用いられていたが、このとき、奏者のベルトの右側に吊るすように装着していたため、演奏中に打面が右側へ傾斜する。このため、左右対称の持ち方だと演奏しづらいため、左側を上記のように持つレギュラー・グリップが定着した。
現在では後述するマッチド・グリップを利用する奏者が大半だが、クラシックやジャズドラマーを中心に、この奏法を好む奏者も多い。

### マッチド・グリップ
レギュラー・グリップが左右非対称であるのに対し、両手ともにスティックに対して上から持つ握り方。立奏用スタンドやドラムコーでのベルトなどの機材の発達により、打面を水平にして演奏することが可能となってきたため、現在ではこの奏法が主流となっている。特にクラシックにおいては、スネアドラム以外の楽器は基本的にマッチド・グリップであるため、他の楽器を演奏する際に有利である。

## 奏法

### シングル・ストローク（一つ打ち）
一回の手の動きで一つの打音を出す。すべての基本となる奏法。

### ダブル・ストローク（二つ打ち）
一回の手の動きで二つの打音を出す。1打目は一つ打ちと同様に打面を叩き、その反動で跳ね返ってくるスティックを握るような感覚で指をうまく利用し2打目を得る。

### ロール
管楽器のような持続音を得るための奏法。下記の方法がある。
オープン・ロール
粒立ちがはっきりしたロールで、基本的には左右が2打ずつになるように押し付けて演奏する。ただし、ダブルストロークとは別物である。マーチング、ドラムコーの分野では主にこちらのロールが用いられる。
クローズド・ロール
「ザー」という波音のような音を奏でる奏法。打面を叩いた時のスティックの反発を利用し、一回の手の動きで3打音以上の音を発する。粒立ちをきれいにつぶすように、かつ、打面の上を転がすように演奏する。主にクラシックの分野で用いられる。
バズ・ロール
クローズドロールよりも少し荒いロール。左右それぞれ3打ずつになるよう演奏する。打面を転がすようには演奏しない。
プレス・ロール
スティックを強めに握り締めて押し付けるロール。押し付けるためプレスという。
シングルストローク・ロール
連打。右左右左の順番に高速にストロークする。スネアでロールとして使用するにはかなり高速でストロークする必要がある。一般的には、ティンパニー・バスドラム・テナードラム（タム）・鍵盤打楽器でのロールで用いる。
ダブルストローク・ロール
ダブルストロークを高速で持続させるロール。オープンロールは押し付けて2打ずつ。ダブルストロークは指でコントロールして2打ずつであるため区別されることがしばしばある。

### フラム
シングル・ストロークの打音の直前に、反対側のスティックで装飾的な小さな音を鳴らす。
奏法としては、左右のスティックの高さを非対称にし、同時に落とし演奏する。

## 奏法の体系付け
上記の奏法を組み合わせた基礎奏法がルーディメンツとして体系付けられている。音楽的な表現手法として重要であり、また基礎練習の題材としても広く用いられている。

## 様々な音色

### 材質、形状による音質の区分
タムタムやバスドラムと比較してスネアドラムはシェルに用いる材質が多彩で、これら材質の違いによって音色の差が存在する。各メーカーごとに独自の合金を用いる場合もあるが、ここでは金属を含めた材質の一例を列挙する。

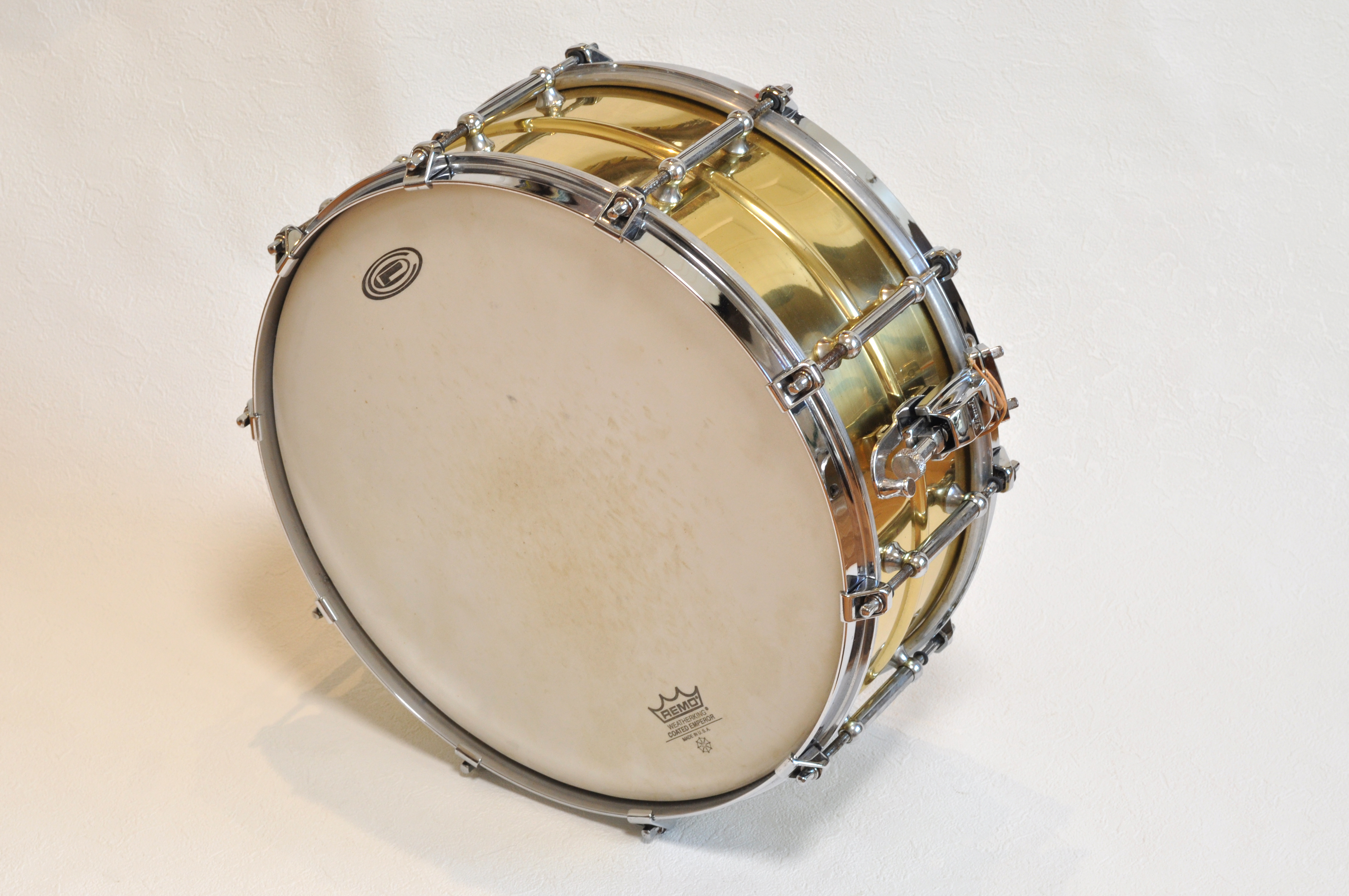
Pearl SensiTone Classic 2 Brass　14×5 inch （バターサイド）

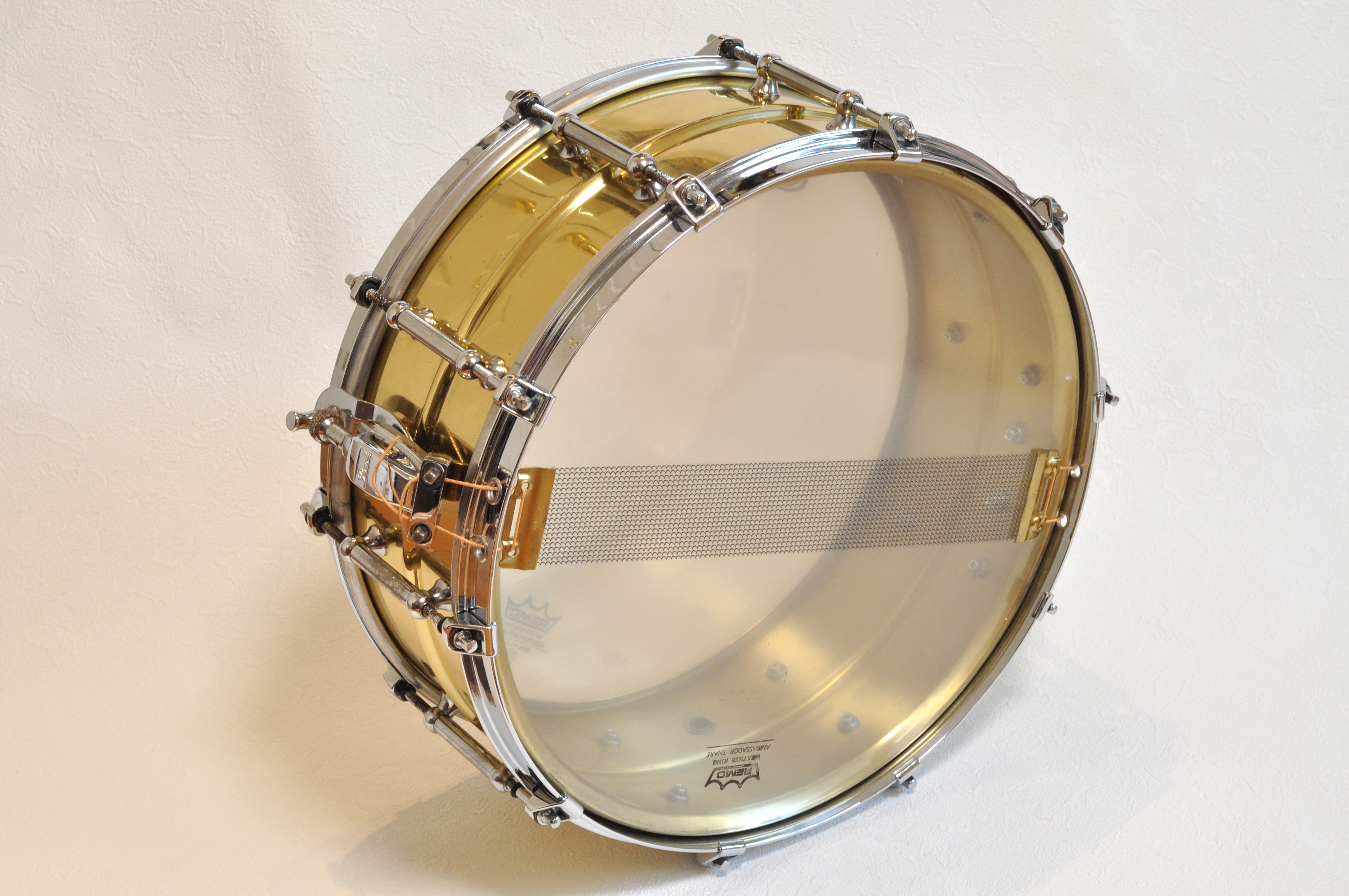
Pearl SensiTone Classic 2 Brass　14×5 inch （スネアサイド）

金属
- スチール
- ブラス
- アルミニウム
- チタニウム
- ブロンズ
- コパー

木材
- メイプル
- マホガニー
- バーチ
- ブビンガ
- ビーチ
- オリーブ

その他
- アクリル
- FRP
- ガラス

### 演奏方法による音色の区分

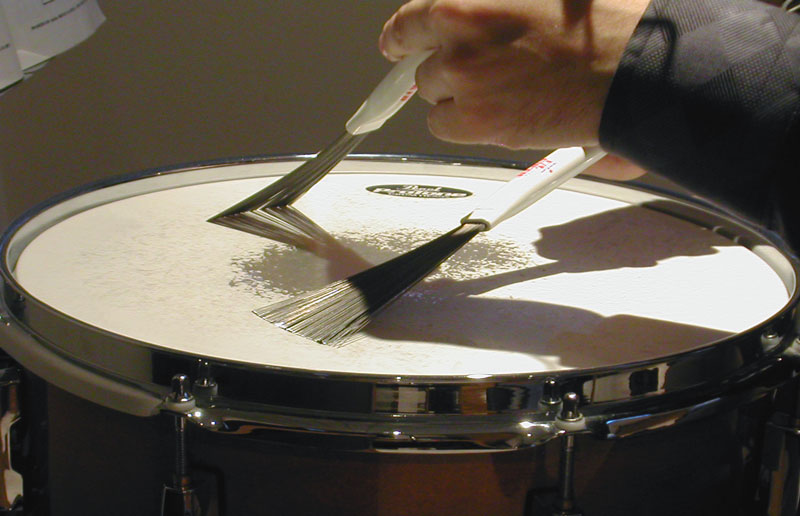
ブラシ

通常のヘッド部分をスティックで叩く音以外にも、いくつかのスネアドラム特有の打音を発生させることができる。
オープン・リムショット
スティックの先端がヘッド面を打撃すると同時に、手前の部分がリム（枠の部分）にも当たるように振り下ろすことで、独特の甲高い打音が得られる。ロックドラムのバック・ビートなどで用いられる。
クローズ・リムショット
通常とは逆にスティックを持ち、スティックのチップをヘッドに接するように置き、持ち手側でリムをヒットするのがポピュラーであるが、出したい音色などにより、通常のままヒットする場合もある。
リムタップ
リムノックとも呼ばれる。リムのみをスティックで叩く奏法。
ブラシ
数十本のワイヤー（またはナイロン）を箒状にまとめたブラシと呼ばれる特殊なばちが用いられることがある。スティックと同様に叩いて音を出すほか、ヘッドをこすって「サー・サー」という擦過音を出すことができる。ジャズドラムでは頻繁に用いられる。

## マーチング、ドラム・コーでの利用
キャリングホルダー（「キャリア」「キャリング」などとも略される）と呼ばれる器具を用いて奏者の体に装着し、歩きながら演奏する。スネアドラムは通常1人ではなく数人（10人以上になることもある）で同じフレーズを同時に演奏する。この際、様々なトリック、ギミックを演奏に取り入れる場合がある。屋外で演奏するため通常より音を遠くまで聴かせる必要があり、また複数人数で演奏する際に音を可能な限り揃える目的もあって、通常のスネアドラムより胴を深く高いピッチにチューニングできるように強化された「マーチングスネア」を用いる。
胴体部分
打音を大きくするため、30cm程度と深い。高いピッチに耐えられるように打面側は剛性の高い金属である。
ヘッド
特殊素材を用いる（防弾チョッキと同じ素材を用いるメーカーもある）。可能な限りピッチを上げることにより、音を大きくし粒立ちをよくする。
スナッピー
スナッピーには通常の金属ではなくガットを使うことでいわゆる「派手な音」を出す。
一般的なマーチングは複数人数で演奏されるが、マーチングスネアはルーディメンツや様々なギミック・プレイを組み込むことによるショー的な部分も多く、ソロとしての演奏も盛んである。DCI,PAS主催のソロコンテストが毎年行われている。
練習時やソロ演奏では「マーチングスネア」は一般的なスネアドラムのようにスタンドに取り付けて演奏することがある。伝統的なドラムコーのスタイルではキャリングホルダーを使わずにベルトで体に取り付ける場合もある。
幼児用など若年者用の「マーチングスネア」は軽量にするために一般的なスネアドラムの胴を長くし、キャリングホルダーに対応した物もある。
演目や行事によっては、一般的なスネアドラムをキャリングホルダーやベルトに取り付け歩きながら演奏することもある（本項写真の『スネアドラムを叩く人』では、通常のスネアドラムをマーチング用として使っている。手前の奏者はキャリングホルダーを、その後ろはベルトを使って取りつけている。）。

## ドラムセットでの利用
そもそも、スネアドラム奏者が一人で様々な音が出せるように楽器が増えていき、現在のドラムセットになったといえるため、ドラムセットにおけるスネアドラムの役割も非常に大きい。いわゆるロック・ドラムでは2拍・4拍目のバックビートを強調するために必ずといっていいほどスネアドラムが用いられている。

## スネアドラムの印象的な作品
- モーリス・ラヴェル：ボレロ（特に冒頭）
- グスタフ・マーラー：交響曲第3番（第1楽章）
- カール・ニールセン：交響曲第5番
- カール・ニールセン：クラリネット協奏曲
- ドミートリイ・ショスタコーヴィチ：交響曲第7番 - 第1楽章
- ドミートリイ・ショスタコーヴィチ：交響曲第8番 - 第3楽章
- ドミートリイ・ショスタコーヴィチ：交響曲第10番
- ドミートリイ・ショスタコーヴィチ：交響曲第11番「1905年」 第2楽章の「虐殺」シーンでは皇帝軍の一斉射撃を表している。
- カレル・フサ：プラハ1968年のための音楽
- 小山清茂：管弦楽のための木挽歌（特に第4楽章）
- 江利チエミ：カモンナ・マイ・ハウス

## 譜面上の略記
S.D.やSnare、Side drumなど。

## スネア関連本
- 小太鼓100曲集 - （共同）網代/岡田　著
- 基本リズムを学ぶ スネア・ドラムのためのベーシック・リズム・メソッド -  (ATN)　大久保宙　著
- スネア・ドラムの現代奏法 - ゴールデンベルグ  Modern School for Snare Drum - Goldenberg
- ポートレイト・イン・リズム - シローネ  Portraits in Rhythm - Cirone
- N.A.R.D. Drum Solos

## 主なメーカー
- ヤマハ
- パール
- TAMA
- ラディック
- グレッチ
- カノウプス
- Dunnett Classic Drum
- MAPEX
- dw
- OCDP (ORANGE COUNTY DRUM & PERCUSSION)
- SAKAE
- SONOR
- PORK PIE

他